# Henry John Westrop
Pour les articles homonymes, voir Westrop.
Henry John Westrop, né le 22 juillet 1812 à Lavenham dans le Suffolk et mort le 23 septembre 1879 à Londres, est un compositeur, pianiste et organiste anglais.

## Biographie
Henry John Westrop naît le 22 juillet 1812 à Lavenham dans le Suffolk.
On sait peu de chose sur son éducation musicale. À la fin de ses études, il se spécialise dans l'orgue et la composition de musique de chambre.
Il fait sa première apparition à l'âge de 13 ans au Sudbury Theatre en tant que pianiste, violoniste et chanteur.
Il écrit et publie, entre autres œuvres, plusieurs quatuors et quintets, trois sonates pour piano et flûte, de nombreuses chansons et l'opéra The Maid of Bremen, laissant inachevé un autre opéra The Mariner's.
Il est le frère du compositeur Thomas B. Westrop (1816-1881) et du musicien East John.
Sa fille Kate est une pianiste.
Henry John Westrop meurt de paralysie le 23 septembre 1879.